# Petru Aron

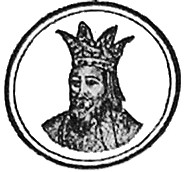
Petru Aron

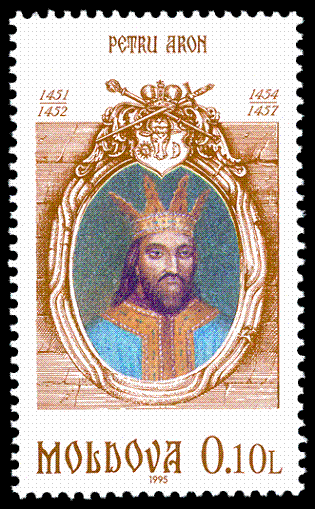
Petru Aron (moldawische Briefmarke 1995)

Petru Aron († 1467) oder Petru III. war von Oktober 1451 bis Februar 1452, von August 1454 bis Februar 1455 und ein drittes Mal zwischen Mai 1455 und April 1457 Fürst der Moldau. Bei seinem Vater handelte es sich um Fürst Alexander den Guten, seine Mutter ist unbekannt.
Petru ging aus den Machtkämpfen mit Bogdan II., der in der Schlacht von Răușeni 1451 fiel, siegreich hervor. Auch Alexandru II. unterlag ihm in der Schlacht von Movile vom März 1455, worauf er sich nach Cetatea Albă im Süden Bessarabiens zurückzog und dort starb.
Im Oktober 1455 versicherte Petru den polnischen König seiner Treue und bekräftigte das 1408 gewährte Handelsprivileg seines Vaters für polnische Händler.
1456 war Petru bereit, den Osmanen eine Tributzahlung von 2000 Galbeni (rum. für „Gelbe“, also Gulden) zu leisten, um der Gefahr einer türkischen Besetzung zu begegnen. Bereits im April 1457 wurde er jedoch zweimal vom Sohn Bogdans, Stefan (dem späteren Stefan dem Großen, rum. Ștefan cel Mare) geschlagen und musste nach Polen und später ins Siebenbürger Szeklergebiet flüchten. Von dort aus provozierte er ständig Feindseligkeiten zwischen Stefan und dem ungarischen Herrscher Matthias Corvinus. Nach der Schlacht von Baia (1467), in der Stefan den Ungarnkönig besiegte, ließ Stefan 1469 die moldauische Armee unter Führung des Großschwertträgers Philip Pop in das Szekelerland einfallen, als Vergeltung für das dem Petru Aron gewährte Exil. Bei dieser Kampagne wurde dieser gefangen genommen und hingerichtet. 
| Personendaten    | Personendaten    |
| ---------------- | ---------------- |
| NAME             | Petru Aron       |
| ALTERNATIVNAMEN  | Petru III.       |
| KURZBESCHREIBUNG | Fürst der Moldau |
| GEBURTSDATUM     | vor 1451         |
| STERBEDATUM      | 1467             |